# 2011年2月臺灣
| << | 2011年2月 （民國100年） | >> |    |    |    |    |
| \| 日 \| 一 \| 二 \| 三 \| 四 \| 五 \| 六 \| \| \| \| 1 \| 2 \| 3 \| 4 \| 5 \| \| 6 \| 7 \| 8 \| 9 \| 10 \| 11 \| 12 \| \| 13 \| 14 \| 15 \| 16 \| 17 \| 18 \| 19 \| \| 20 \| 21 \| 22 \| 23 \| 24 \| 25 \| 26 \| \| 27 \| 28 \| \| \| \| \| \| \| \| \| \| \| \| \| \| |                         |    |    |    |    |    |
| 臺灣新聞動態／維基新聞 |                         |    |    |    |    |    |
| 世界／中国大陆／臺灣 |                         |    |    |    |    |    |
| 日 | 一                      | 二 | 三 | 四 | 五 | 六 |
| |                         | 1  | 2  | 3  | 4  | 5  |
| 6 | 7                       | 8  | 9  | 10 | 11 | 12 |
| 13 | 14                      | 15 | 16 | 17 | 18 | 19 |
| 20 | 21                      | 22 | 23 | 24 | 25 | 26 |
| 27 | 28                      |    |    |    |    |    |
| |                         |    |    |    |    |    |

## 2月1日
- 中央氣象局地震測報中心地震報告，下午4時16分於臺中縣和平鄉、宜蘭縣南澳鄉發生芮氏規模5.5強震，臺北市信義區2級。可以明顯感覺到搖晃，震央在花蓮縣政府東北方33公里外海。NOWnews

## 2月3日
- 台灣彩券首度推出大樂透「一百組百萬獎金」活動，有30位購買彩券的民眾在除夕夜當晚領到台彩給的一百萬元紅包；另有40位購買者領到50萬元彩金。中國時報

## 2月4日
深夜位於杭州南路的華光社區失火
臺北市政府(2011/02/05)郝市長探視華光社區火災受災戶，承諾市府將協助後續安頓事宜並發送慰問金

## 2月5日
臺北市長郝龍斌5日前往探視4日深夜失火的杭州南路華光社區受災民眾，並致贈每戶慰問金。他表示了解受災戶於春節遭逢變故的心情，市政府也絕對會全力協助後續安頓事宜。
年初二深夜11點多，位於臺北市杭州南路上的華光社區突然發生火警，6間空屋被燒得面目全非、11間民宅遭波及。所幸火勢迅速獲得控制，無人傷亡。
郝龍斌5日特地前往探視受災民眾，致贈慰問金並安撫民眾激動情緒。郝龍斌表示，在過年期間遇到這樣不幸的事情，他能了解受災民眾的心情，目前當務之急就是先讓受災戶安頓下來，將由市府民政局和社會局協助生活照顧。
社會局表示，華光社區的火災受災戶中，其中9戶16人已於5日凌晨暫時安置旅館，未來將由都發局優先安置於出租國宅；無依的獨身老人將由社會局協助安置於浩然敬老院，其餘中低收入戶協助安置於平宅或在外租屋。市府發給每戶的慰問金1萬元，也在郝龍斌指示下提高至3萬元。
對於媒體詢問此起火警是否與都更有關，郝龍斌表示，消防局目前正在做火場鑑定，將等查明原因後再進行後續處置。
臺北市政府(2011/02/05)郝市長探視華光社區火災受災戶，承諾市府將協助後續安頓事宜並發送慰問金

## 2月7日
- 菲律賓日前破獲跨國詐騙集團，成員包括兩岸，其中台籍佔14名。由於被害人為中華人民共和國公民。菲律賓政府應中國之要求，移送台灣嫌犯至大陸，引發司法管轄權的爭議。

NOWnews - 自由時報

## 2月8日
- 陸軍司令部通信資訊處少將處長羅賢哲涉嫌洩漏極機密資料予中華人民共和國，於春節前夕遭羈押，為政府遷台後最高層級的共諜案。NOWnews
- 中國施壓「亞洲醫學生聯合會」（AMSA），要求將台灣的會員英文名稱「AMSA-Taiwan」改為「AMSA-Taiwan, China」，企圖在名稱上把台灣納為中國的一部分，引發台灣學生不滿，在網路發起跨國連署。自由時報

## 2月10日
- 外資大舉賣超台股和韓股，台股跌幅1.89％月線是近20年來單周最大，而韓股亦重跌。另外馬來西亞、泰國和菲律賓股市方面也有出現外資賣超情況。中時電子報/工商時報
- 新北市將親生嬰兒拋下樓的少女落網。該少女僅15歲且仍就讀國中，於二樓住家獨自產下一名女嬰之後，將親生嬰兒拋下樓，嬰兒因而送醫不治，該少女罪嫌生母殺嬰罪，而男方則可能觸犯妨害性自主罪。蘋果日報

## 2月11日
- 曾獲奧運跆拳道銅牌並投身警界的紀淑如，晚間與下屬曾龍遠的住處衣衫不整躺在床上，被曾龍遠妻子捉姦在床。之後兩人均稱因酒醉已不記得過程，但絕對沒有發生性關係。 中國時報

## 2月12日
- 中華人民共和國打壓中華民國的國際地位又見一例，東南亞國家央行總裁聯合會（SEACEN）因中國人民銀行入會，強制將中華民國的中央銀行會籍英文名稱「Central Bank of China, Taipei」改為「Central Bank, Chinese Taipei」（中華台北央行）。自由時報

## 2月15日
- 資深藝人鄭進一因持有毒品安非他命2.27公克和吸食器，凌晨在新北市三重區的自宅遭捕。被帶往台北市刑大進行偵訊後，移送板橋地檢署複訊，以三萬元交保候傳。

NOWnews - 自由時報

## 2月17日
2011年陽明山花季開始

## 2月20日
- 基隆市安樂區基金一路一處鐵皮搭建的家具行，晚間8時左右因後方山壁崩塌導致家具行建築被沖垮，並波及行經家具行的兩輛計程車，所幸店內6人僅老闆和一名女員工受輕傷，兩名計程車司機則無大礙。自由時報

## 2月26日
- 民國53年駕駛RF-101A巫毒式戰術偵察機，遭到中共擊落後被俘的紅狐中隊飛官謝翔鶴少校，獲釋回台26年獲得馬總統肯定並公開致意，參謀總長林鎮夷代表國防部長高華柱頒授謝翔鶴「干城甲種二等獎章」，表彰他忠勇愛國的情操，及為國奉獻、犧牲奮鬥的精神。人間福報（页面存档备份，存于）

## 2月27日
下午兩點隨着南港線「南港展覽館—南港」段正式通車而啟用，並在下午三點停駛兩站之間免費接駁巴士。